# Домініони Швеції

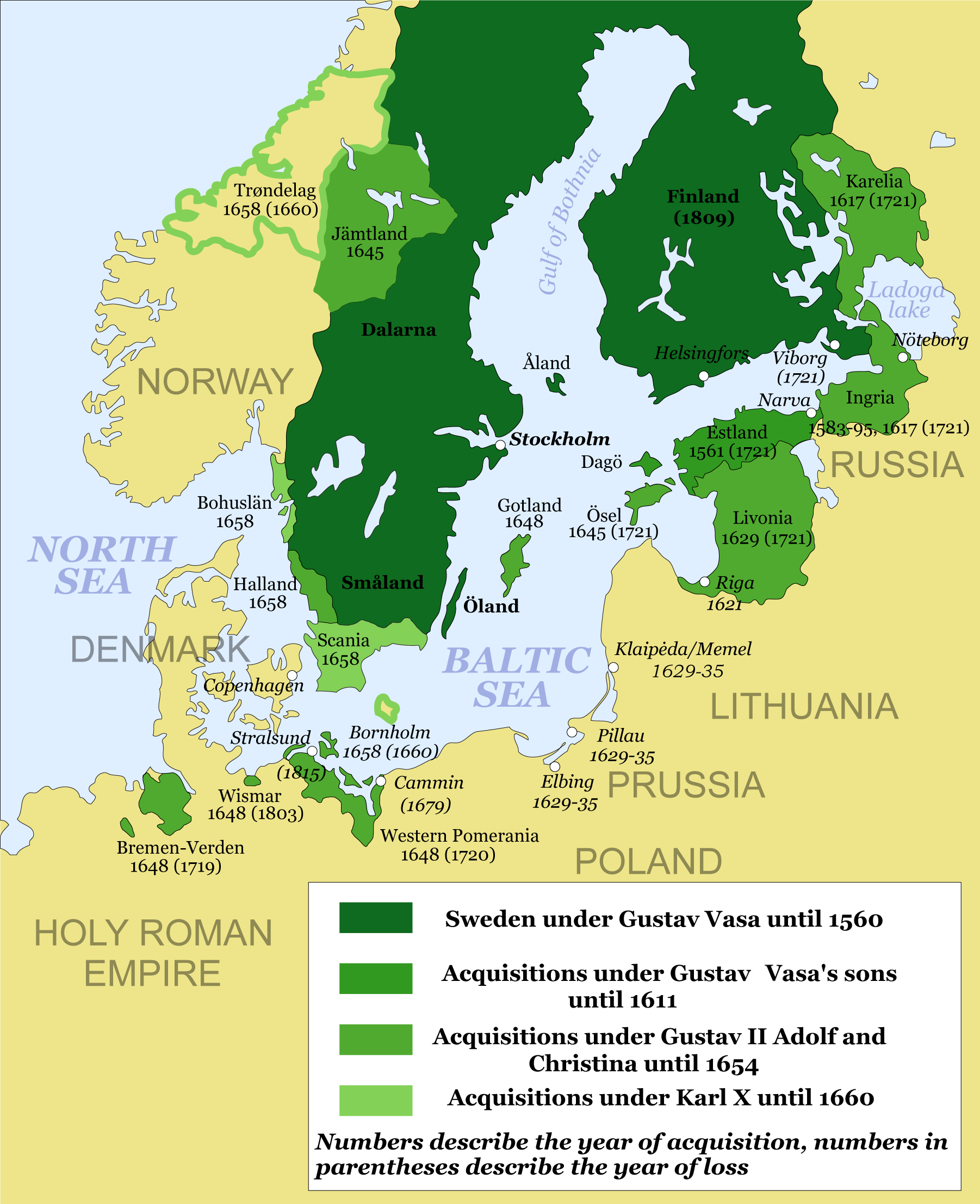
Шведська імперія за Роскільдським договором 1658 року.

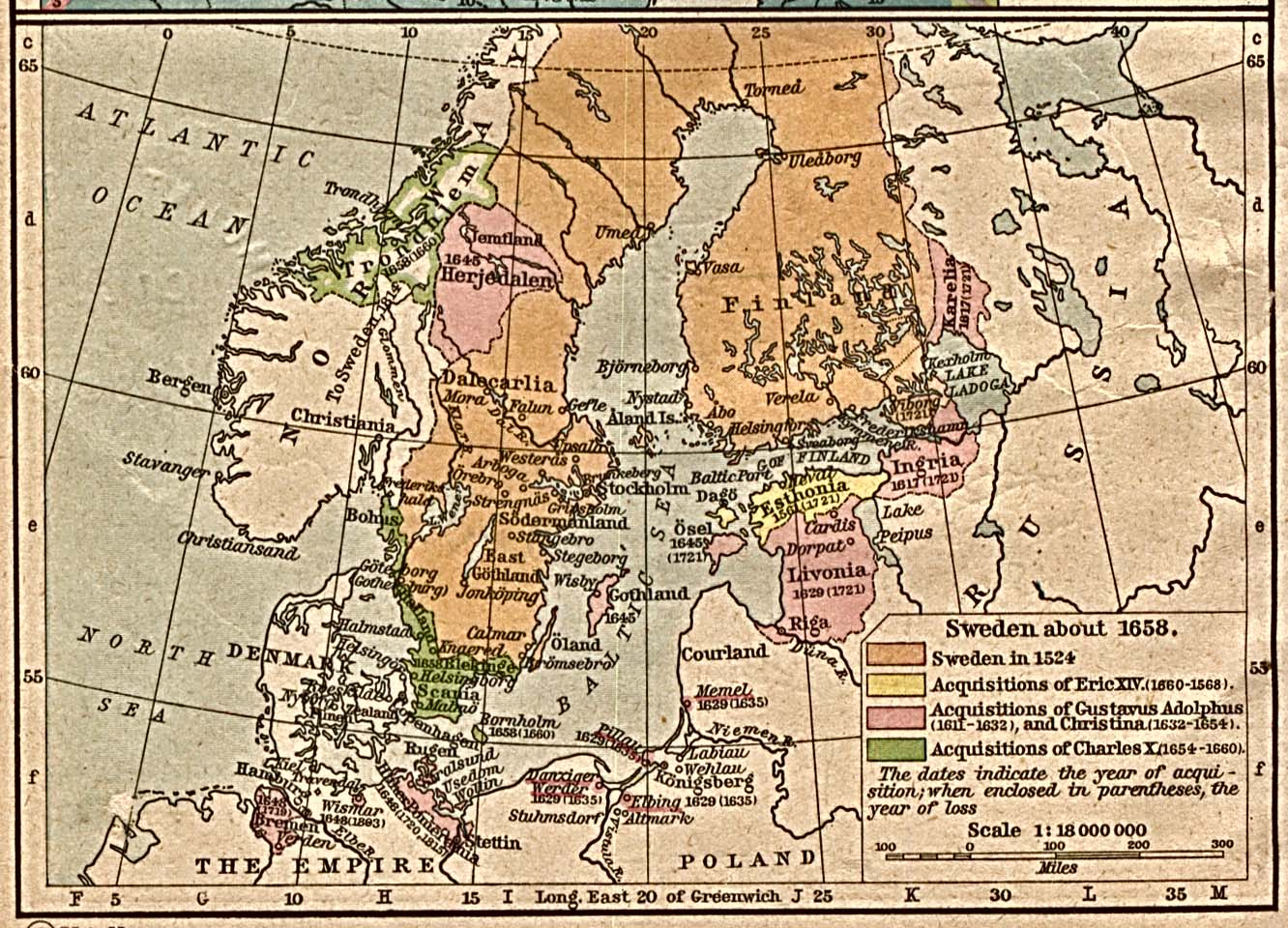
Шведські володіння в 1658 році. Рік у круглих дужках — це рік, коли володіння було віддано або втрачено.

Домініони Швеції або Svenska besittningar («шведські володіння») були територіями, які історично перебували під контролем шведської корони, але ніколи не були повністю інтегровані зі Швецією. Це загалом означало, що ними керували генерал-губернатори при шведському монарху, але вони в певних межах зберігали власну політичну систему, натомість Фінляндія була не домініоном, а інтегрованою частиною Швеції. Домініони не мали представництва в шведському Риксдагу, як це передбачено пунктом 46 Циркуляру уряду від 1634 року: «Ніхто, з тих, хто не живе в межах окремих і старих кордонів Швеції та Фінляндії, не може нічого сказати на Риксдагах та інших нарадах.»

## Прибалтійські домініони
У період з 1561 по 1629 рр. Швеція здійснювала завоювання у Східній Прибалтиці. Усі вони були втрачені відповідно до Ністадського договору 1721 року, яким завершилася Велика Північна війна .

### Естонія
Естонія перейшла під владу Швеції в 1561 році, щоб отримати захист проти Росії та Польщі, оскільки Лівонський орден втратив свої позиції в прибалтійських провінціях. Територіально він представляв північну частину сучасної Естонії.
Ця територія була значною мірою заселена естонськими шведами, які населяли її століттями після того, як Швеція втратила контроль над нею. Після захоплення Балтії Радянським Союзом та повторної окупації Естонії в 1944 р. майже всі естонські шведи втекли до Швеції.

### Кексгольм
Кексгольм був малонаселеною частиною Карелії на західному та північному узбережжі Ладозького озера, приєднаному Швецією в 1605 році. У той час більшість жителів були фінськомовними православними. Протягом 17 століття лютеранські переслідування православного християнства та приплив лютеранських фінів із сусідньої провінції Савонія перетворили більшу частину району на лютеранську віру. Шведське законодавство та шведська структура місцевої адміністрації використовувались оскільки жодної власної попередньої письмової юридичної традиції в цих краях не існувало. Нині графство поділено між фінськими регіонами Північна Карелія та Південна Карелія та Російською Республікою Карелія .

### Інгрія
Росія передала Інгрію та Південну Карелію Швеції в Столбовому договорі 1617 року після війни в Інгрії. Через століття Росія відвоювала цю територію, надавши можливість Петру Першому закласти основи своєї нової столиці Санкт-Петербурга 1703 року. Потім область була офіційно передана в 1721 році Ністадським договором .

### Рига
Ганзейське місто Рига потрапило під контроль Швеції в кінці 1620-х років. Протягом свого перебування ціле століття у складі шведського королівства воно було друге за величиною місто після Стокгольма .

### Лівонія
Лівонія була завойована від Речі Посполитої до 1629 року у польсько-шведській війні. За Оливським договором між Річчю Посполитою та Швецією 1660 року після Північних воєн польсько-литовський король відмовився від усіх претензій на шведський престол, а Лівонія була офіційно передана Швеції. Шведська Лівонія являє собою південну частину сучасної Естонії та північну частину сучасної Латвії (область Відземе).

### Есель(Сааремаа)
Договором Брьомсестро (1645 р.) Після Торстенсонської війни Данія-Норвегія передала Швеції Ємтланд, Херредален, Ідре і Серна, Готланд, Галланд та Есель. Езель і Даґо, острови біля узбережжя Естонії, були передані Росії в 1721 р.за Ністадським договором. Інші території залишилися частиною Швеції.

## Сканія
За мирними договорами Брьомсебро (1645) та Роскільде (1658) Володіння Швеції розширилися на південь. Блекінге, Богуслан (Норвегія), Галланд та Сканія були передані Данією, а потім успішно захищнені у Сканській Війні (1674—1679). Відповідно до мирних договорів, провінції повинні були зберігати свої старі закони та привілеї, і спочатку ними керували як домініонами. Поступовий процес інкорпорації був успішно завершений у 1721 році.

## Континентальні домініони
Опосередковано, в ролі князів і герцогів, або Рейхсфюрстен, малих німецьких князівств шведські королі брали участь у Імперських станах Священної Римської імперії з 1648 року до її розпуску у 1806 році.

### Бремен і Верден
Після Тридцятилітньої війни за Вестфалійським миром 1648 р. до Швеції відійшли два єпископства Бремен-Вердена з ексклавом Вільдесхаузен. Усі вони були передані до Ганновера мирним договором 1719 року.

### Померанія
За Вестфальським миром 1648 р. Швеція отримала Шведську Померанію, розташовану вздовж узбережжя Німецького Балтійського моря. Все Герцогство Поморське перебувало під шведським контролем вже з моменту Штітінського договору (1630 р.), А в Штеттінському договорі (1653 р.) Швеція та Бранденбург узгодили остаточні умови поділу герцогства, при цьому Швеція зберегла західну частину (Західна Померанія, Передня Померанія), включаючи Штеттін. У 1720 році південні частини Шведської Померанії з містечком Штіттін та островами Узедом і Воллін були передані Королівству Пруссія після Великої Північної війни. Столиця була перенесена в Грейфсвальд. У 1814 р. решта із містом Штральсунд та островом Рюген був переданий Данії, яка в обмін передала Норвегію королю Швеції відповідно до Кільського договору, після Другої війни проти Наполеона. Однак Кільський договір так і не набув чинності: натомість суверенітет Західної Померанії перейшов до Прусського королівства, яке вже утримувало східні частини та об'єднало їх у Провінцію Померанія. Норвегія оголосила про свою незалежність, але була вимушена після короткої війни вступити в особистий союз зі Швецією.

### Вісмар
Швеція отримала німецьке місто Вісмар з навколишнім селом у Вестфалійському мирі (1648). У 1803 р. Вісмар був закладений в обмін на позику, а контроль був переданий Мекленбургу. Термін за позикою скінчився в 1903 році, але Швеція скасувала своє право відновити контроль над німецьким ексклавом і тим самим залишилася в межах своєї сучасної території.